# Xysmalobium baurii
Xysmalobium baurii är en oleanderväxtart som beskrevs av Nicholas Edward Brown. Xysmalobium baurii ingår i släktet Xysmalobium och familjen oleanderväxter. Inga underarter finns listade i Catalogue of Life.